# Exelastis
Exelastis is een geslacht van vlinders uit de familie van de vedermotten (Pterophoridae).
De typesoort van het geslacht is Aciptilia atomosa Walsingham, 1885

## Soorten
- E. atomosa (Walsingham, 1885)
- E. boireaui Bigot, 1992
- E. caroli Gielis, 2008
- E. cervinicolor Barnes & McDunnough, 1913
- E. crepuscularis (Meyrick, 1909)
- E. crudipennis (Meyrick, 1932)
- E. ebalensis (Rebel, 1907)
- E. hulstaerti Gielis, 2011
- E. luqueti (Gibeaux, 1994)
- E. montischristi (Walsingham, 1897)
- E. pavidus (Meyrick, 1889)
- E. phlyctaenias (Meyrick, 1911)
- E. pilum Gielis, 2009
- E. pumilio (Zeller, 1873)
- E. rhynchosiae Dyar, 1898
- E. robinsoni Gibeaux, 1994
- E. tenax (Meyrick, 1913)
- E. viettei (Gibeaux, 1994)
- E. vuattouxi Bigot, 1970